# Abram (priimek)
Abram je  priimek v Sloveniji, ki ga je po podatkih Statističnega urada Republike Slovenije na dan 1. januarja 2020 uporabljalo 482 oseb. Ta priimek je po pogostosti na 643. mestu.  

## Znani nosilci priimka
- Ciril Abram (1917—2000), prof.
- Dragan Abram, galerist
- Ema Abram (1876—1967), slikarka
- Filip Abram (1835—1903), pravnik
- Franc Abram (1829—1906), trgovec z lesom in tovarnar sodov
- Ivan Abram (1897—?), partizan, Kočevski odposlanec
- Janez Abram (1813—1904), duhovnik - dvorni kaplan in stolni kanonik
- Janez-Venceslav Abram (1897—1938), redovnik in misijonar
- Josip Abram (1832—1907), pravnik, politik
- Josip Abram (1865—1952), odvetnik in narodni delavec
- Jože Abram - Trentar (1875—1938), duhovnik, pisatelj, dramatik, prevajalec, organizator planinstva
- Lavoslav Abram - Stanko (1909—1943), četniški poveljnik
- Laura Abram (1919—2001), klasična filologinja, profesorica in kulturna delavka v Trstu
- Luka-Leon Abram (1863—1931), redovnik in misijonar
- Lojze Abram (*1933), novinar, publicist in urednik
- Mario Abram  (1920—2004), partizan in družbenopolitični delavec
- Marta Abram Zver, tekstilna oblikovalka, prof. FS UM
- Nataša Abram (*1975), fotomodel
- Peter Abram (*1956), slikar, kipar, ilustrator
- Sandi Abram, etnolog, kult. antropolog?
- Uroš Abram (*1982), fotograf
- Veronika Abram (*1943), biokemičarka, profesorica BF UL